# Macchia Valfortore
Macchia Valfortore è un comune italiano di 458 abitanti in provincia di Campobasso in Molise. Fa parte della comunità montana del Fortore Molisano.
L'agro di Macchia Valfortore è situato sulle rive del lago di Occhito, uno dei bacini artificiali più grandi d'Europa, situato lungo il confine geografico tra il Molise e la Puglia.

## Storia
Sorse come borgo medievale sul fiume Fortore, circa nell'XI secolo.
Il conte feudatario Gualtiero Gentili costruì il castello e la chiesa parrocchiale.
Dopo il 1150 il castello passò nelle mani dei Gambacorta (XVII secolo).

### Simboli
Lo stemma comunale raffigura nella parte superiore una torre ed una mucca, simbolo della natura agricola della comunità; nella parte inferiore sono riprodotte le tre antiche porte di accesso all'abitato. Il gonfalone è un drappo di azzurro.

## Monumenti e luoghi d'interesse

### Palazzo baronale Gambacorta
Costruito intorno al 1150,  il castello passò nella proprietà di Gambacorta dal 1618 al 1701.
Oggi è museo e municipio. Ha tre livelli nella pianta rettangolare, con ingresso principale ad arco a tutto sesto. Sulla facciata è presente una torre circolare che è adibita a residenza privata.

### Cappella di Santa Maria Assunta (già Santa Maria Gerosolimitana)
Si trova presso un colle vicino al centro. La chiesa fu costruita nel primo quarto del XVI secolo (1516), come si evince dal piccolo bassorilievo inciso alle spalle della Cappella.

Durante la seconda guerra mondiale una famiglia tedesca si rifugiò nella chiesa, tuttavia compiendo razzie e in poco tempo avvenne un prodigio: tutta la famiglia morì di cancro alla gola.
In una seconda circostanza nel primo Novecento un pastore cavò gli occhi alla statua della Madonna per venderli, ma mentre era su un albero, cadde sopra un traliccio della corrente e fu decapitato.
La chiesa sulla parete posteriore dell'abside ha un dipinto con la Vergine che schiaccia il serpente, mentre la statua è conservata in una nicchia dopo il portale.

### Aree naturali

#### Lago di Occhito
Il lago di Occhito è un invaso formato dallo sbarramento del fiume Fortore tramite una diga.

## Società

### Evoluzione demografica

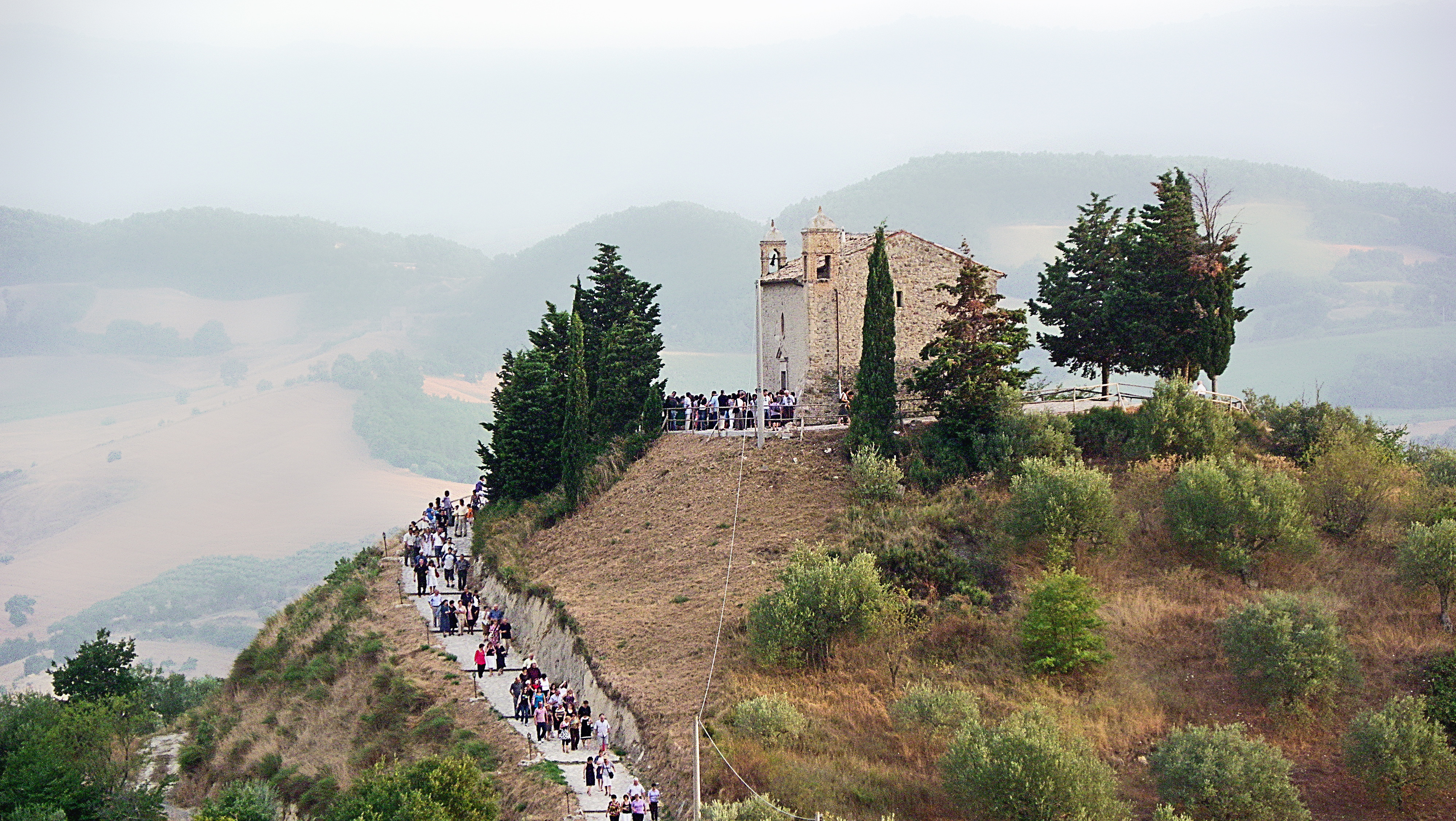
La cappella di Santa Maria Assunta

Abitanti censiti

## Amministrazione
Di seguito è presentata una tabella relativa alle amministrazioni che si sono succedute in questo comune.

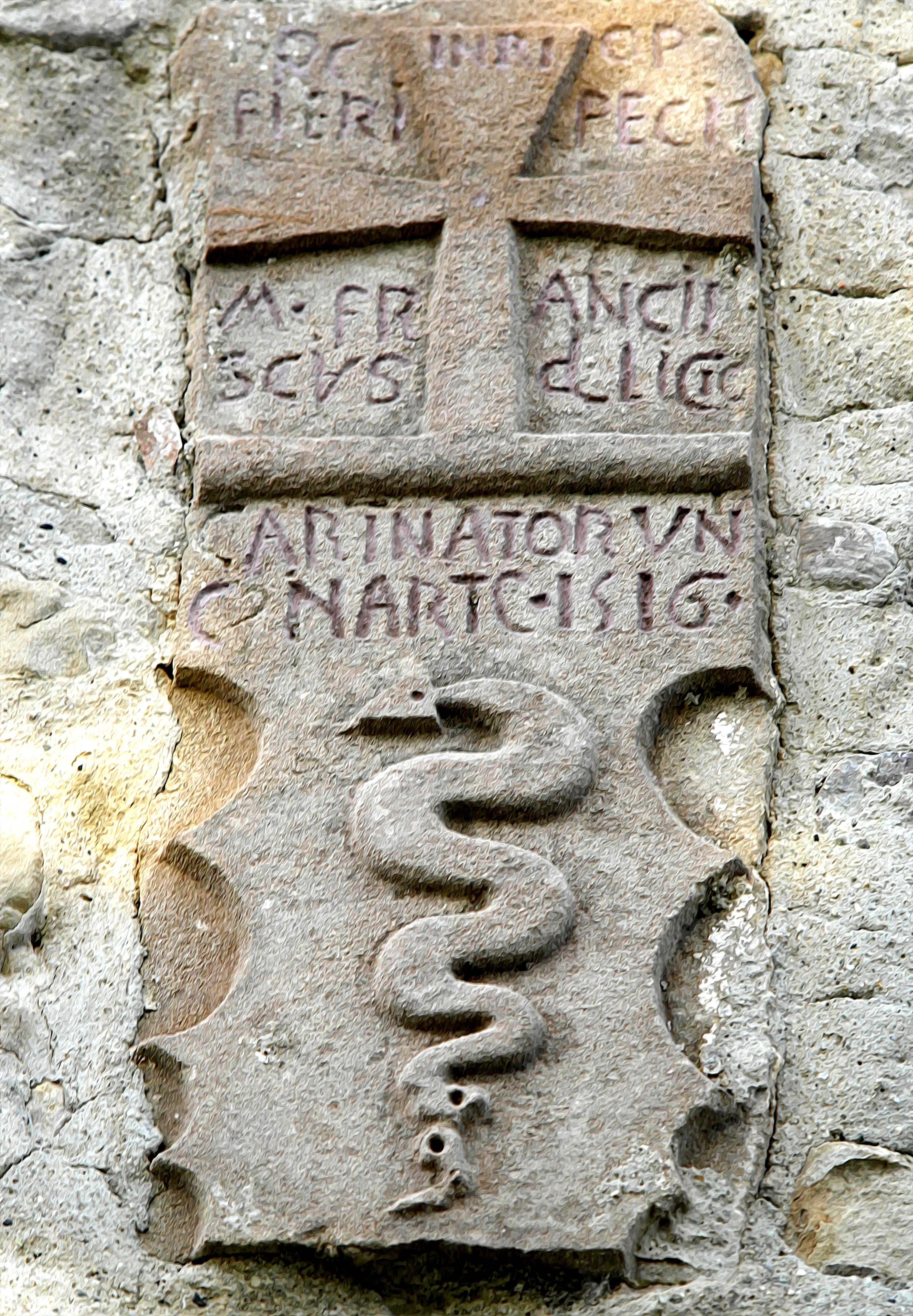
Croce Templare con serpente. Bassorilievo datato 1516

| Periodo        | Periodo         | Primo cittadino     | Partito                       | Carica  | Note  |
| -------------- | --------------- | ------------------- | ----------------------------- | ------- | ----- |
| 21 giugno 1988 | 6 maggio 1993   | Antonio Marzoli     | Democrazia Cristiana          | Sindaco | [ 5 ] |
| 7 giugno 1993  | 28 aprile 1997  | Antonio Carozza     | lista civica                  | Sindaco | [ 5 ] |
| 28 aprile 1997 | 14 maggio 2001  | Antonio Carozza     | Cristiani Democratici Uniti   | Sindaco | [ 5 ] |
| 14 maggio 2001 | 30 maggio 2006  | Orazio Cifelli      | lista civica                  | Sindaco | [ 5 ] |
| 30 maggio 2006 | 17 maggio 2011  | Antonio Carozza     | lista civica                  | Sindaco | [ 5 ] |
| 17 maggio 2011 | 5 giugno 2016   | Nicola Zingaro      | lista civica Rami di ginestra | Sindaco | [ 5 ] |
| 5 giugno 2016  | 30 ottobre 2017 | Antonio Carozza     | lista civica                  | Sindaco | [ 6 ] |
| 10 giugno 2018 | 14 maggio 2023  | Gianfranco Paolucci | lista civica Interesse comune | Sindaco | [ 5 ] |
| 14 maggio 2023 | in carica       | Gianfranco Paolucci | lista civica Interesse comune | Sindaco | [ 5 ] |